# Порфирий (Преднюк)
Епископ Порфирий (в миру Олег Степанович Преднюк; род. 25 марта 1970, Подолесье, Брестская область) — архиерей Белорусской православной церкви, епископ Лидский и Сморгонский.

## Биография
Крещен 5 апреля 1970 года в Покровском храме села Буховичи Кобринского района. С детского возраста вместе с родителями посещал храм.
В 1987 году после окончания средней школы поступил на электронно-механический факультет Брестского политехнического института. По окончании первого курса был призван в ряды Вооруженных сил.
В 1990 году продолжил обучение в институте, который окончил в 1994 году с квалификацией «инженер-механик».
С 1994 года регулярно посещал храм в селе Буховичи Кобринского района, исполняя обязанности пономаря и чтеца.
В 1998 году после успешной сдачи экзаменов был зачислен на первый курс Минской духовной семинарии.
В 2002 году окончил Минскую духовную семинарию со степенью бакалавра богословия и в том же году был принят в число братии Жировичского Успенского монастыря, на территории которого располагались Минские духовные школы.
С 2002 по 2009 год исполнял в монастыре послушание садовника.
27 марта 2004 года наместником Жировичского монастыря епископом Новогрудским и Лидским Гурием (Апалько) был пострижен в рясофор с именем Онисим в честь преподобного Онисима, затворника Печерского.
21 апреля 2005 года епископом Новогрудским и Лидским Гурием (Апалько) был пострижен в мантию с именем Порфирий, в честь священномученика Порфирия Рубановича.
4 мая 2005 года митрополитом Минским и Слуцким Филаретом (Вахромеевым) был рукоположен в сан иеродиакона.
3 декабря 2006 года епископом Новогрудским и Лидским Гурием (Апалько) был рукоположен во иеромонаха.
В 2007 году поступил в Минскую духовную академию, которую окончил в 2010 году. 2 сентября 2010 года защитил диссертацию «Таинство покаяния в жизни Церкви» на соискание степени кандидата богословия.
С 2009 года по 2012 год исполнял обязанности помощника эконома, а затем эконома Жировичского Успенского монастыря. В 2012 году назначен благочинным Жировичского монастыря.
В 2013 году он был принят в число преподавателей Минских духовных академии и семинарии.
В 2014 году назначен помощником духовника Минских духовных академии и семинарии.
В этом же году назначен заместителем наместника Жировичского монастыря и председателем Синодального отдела по делам монастырей и монашеству Белорусского Экзархата.

### Архиерейство
25 декабря 2014 года решением Священного Синода Русской православной церкви избрал епископом Лидским и Сморогонским.
28 декабря 2014 года в храме святой великомученицы Ирины в Покровском в Москве митрополитом Минским и Заславским Павлом возведён в сан архимандрита.
18 января 2015 года в крестовом храме в честь Владимирской иконы Божией Матери Патриаршей резиденции в Чистом переулке города Москвы состоялось наречение архимандрита Порфирия во епископа Лидского и Сморгонского.
5 апреля 2015 года в праздник Входа Господня во Иерусалим в Храме Христа Спасителя города Москвы состоялась хиротония архимандрита Порфирия во епископа Лидского и Сморгонского, которую совершили: Патриарх Московский и всея Руси Кирилл, митрополит Минский и Заславский Павел (Пономарёв), митрополит Истринский Арсений (Епифанов), архиепископ Новогрудский и Слонимский Гурий (Апалько), епископ Солнечногорский Сергий (Чашин), епископ Борисовский и Марьиногорский Вениамин (Тупеко), епископ Воскресенский Савва (Михеев).
9 марта 2017 года решением Священного Синода включён в состав в Межсоборного Присутствия и в состав комиссии по организации жизни монастырей и монашества.